# Walter Thimme
Walter Thimme (* 4. November 1936 in Bielefeld; † 9. November 2019 in Berlin) war ein deutscher Mediziner und Publizist.

## Leben

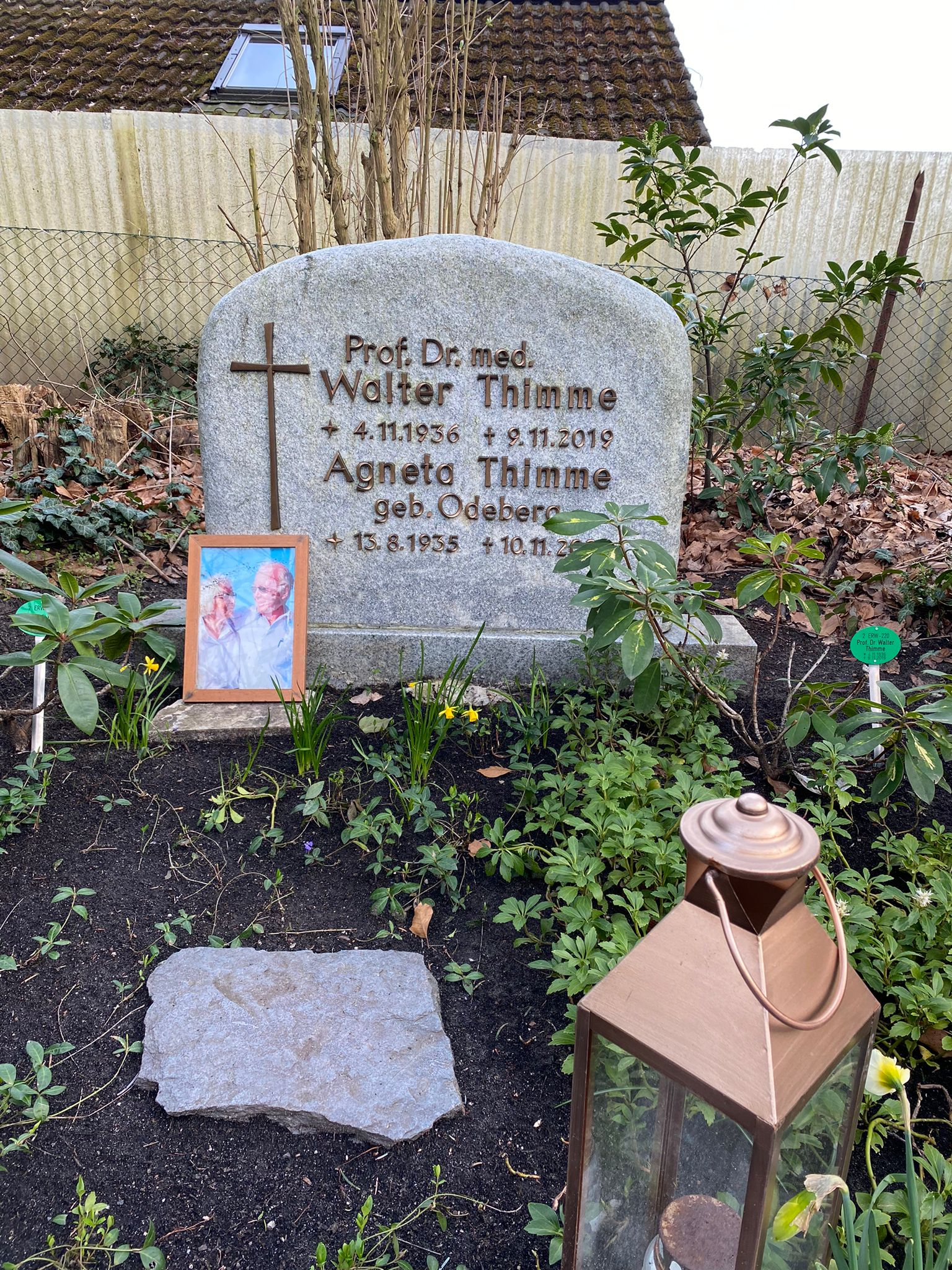
Grabstätte auf dem Parkfriedhof Lichterfelde

Walter Thimme ist der Sohn des deutschen evangelischen Theologen Hans Thimme. Er wuchs in Bielefeld, in der unmittelbaren Nachbarschaft der v. Bodelschwinghschen Anstalten Bethel auf. Der Kontakt zu den Patienten hat früh sein Interesse an der Medizin geweckt. Nach dem Abitur 1956, dem Medizinstudium in Tübingen, Wien und Göttingen absolvierte er seine Medizinal-Assistentenzeit im Johannes-Krankenhaus in Bielefeld und im Augustana-Hospital in Chicago. Ab 1965 arbeitete er als Assistenz- und Oberarzt an der internistischen Abteilung des Klinikum Steglitz der Freien Universität Berlin unter der Leitung von Max Schwab. Dort forschte er vor allem zu intensivmedizinischen Fragestellungen. 1969 wechselte er, gemeinsam mit Wolfgang Dissmann und Hans-Jürgen Buschmann für zwei Jahre an das Klinikum Westend, um dort für den Herzchirurgen Emil Sebastian Bücherl eine Intensivstation aufzubauen. In dieser Zeit leisteten die drei Ärzte Pionierarbeit auf dem Gebiet der internistischen Intensivmedizin. Nach der Anerkennung als Facharzt für Innere Medizin folgte 1972 die Habilitation über hämodynamische, respiratorische und metabolische Veränderungen beim septischen Schock und die Ernennung zum Professor für Innere Medizin. Am 1. Oktober 1979 wurde er Chefarzt der 1. Inneren Abteilung des Humboldt-Krankenhauses in Berlin-Reinickendorf, die er 22 Jahre lang leitete. Nach seiner Pensionierung im Jahr 2001 war er noch einige Jahre in der kardiologischen Praxis von  Klaus Neye in Berlin-Tegel tätig.
Walter Thimme fand seine letzte Ruhestätte auf dem Parkfriedhof Lichterfelde.

## Varia
Als verbeamteter Chefarzt wurde Walter Thimme 1981 mit anderen Ärzten vom Berliner Senat dazu verpflichtet, im Rahmen eines deutschlandweit durchgeführten Hungerstreiks von RAF-Häftlingen in der JVA Moabit eine Zwangsernährung durchzuführen. Die drei Ärzte konnten die Hungerstreikenden überreden, einer Infusionsbehandlung mit Glukose und Aminosäuren zuzustimmen, brachen diese Maßnahmen jedoch nach 12 Tagen wegen ethischer Bedenken wieder ab. In einem offenen Brief und einem Spiegel-Interview schreiben sie, dass sie es ablehnen, „die Verantwortung für eine Situation zu tragen, deren Lösung allein auf politischer Ebene zu suchen ist“.
Walter Thimme war ein vehementer Verfechter einer unabhängigen ärztlichen Fort- und Weiterbildung und der Offenlegung aller Interessenskonflikte in der Medizin. Seit den 1970er Jahren war er als Autor für die kritische und werbefrei erscheinende Zeitung Der Arzneimittelbrief tätig und hat diesen von 1986 bis 2012 gemeinsam mit Dietrich von Herrath herausgegeben. 2006 initiierte er gemeinsam mit den Herausgebern des Arznei-Telegramms und der BUKO Pharma-Kampagne die ebenfalls werbefrei erscheinende Verbraucherzeitschrift Gute Pillen – Schlechte Pillen, die sich mit unabhängigen Informationen zu Arzneimitteln an medizinische Laien richtet.
Walter Thimme war Mitbegründer und von 2000 bis 2007 Vorstandsvorsitzender des Berliner Herzinfarktregisters e.V. Dieser Verein betreibt Versorgungsforschung in der Region Berlin-Brandenburg und setzt sich für Verbesserungen bei der Vorbeugung, Erkennung und Behandlung von Herzkrankheiten ein.

## Auszeichnungen
- 2000 Ernst-von-Bergmann-Plakette der Bundesärztekammer[7]
- 2011 Georg-Klemperer-Medaille der Ärztekammer Berlin[1]